# Lucie Groszer
Lucie Groszer (* 23. November 1914 in Grünau; † 12. März 1997 in Berlin) war eine deutsche Verlegerin und Gründerin des Altberliner Verlags Lucie Groszer.

## Leben
Groszer, Tochter einer Näherin und eines Goldschmieds, besuchte von 1925 bis 1934 das Lyzeum in Berlin-Köpenick und war danach zeitweise als Gärtnerin, Sprechstundenhilfe und Verkäuferin tätig. Über einen Freund bekam sie Kontakt zur Vereinigung für den Fürsorgedienst im Krankenhaus, die eine wissenschaftliche Versandbuchhandlung in Berlin betrieb und bekam so erstmals Zugang zum Buchhandel. Sie begann 1941 in einer Buchhandlung zu arbeiten, legte 1942 die Buchhandelsgehilfenprüfung ab und wurde Ende 1942 Geschäftsführerin einer Buchhandlung in Berlin-Schöneberg. 1943 kaufte Groszer die Breitkreuz’sche Buchhandlung in der Berliner Neuen Schönhauser Straße, die sie 1944 in die Altberliner Bücherstube Luise Groszer umbenannte.
Am 1. Juni 1945 gründete Groszer mit provisorischer Genehmigung der sowjetischen Kommandantur zusätzlich zur Buchhandlung den Altberliner Verlag Lucie Groszer, der einer der wenigen privaten Verlage in der DDR wurde. Unter Mitwirkung der Lektoren Johannes Bobrowski und Alfred Könner feierte der Verlag international beachtete Erfolge, besonders 1945 mit „Brüderchen und Schwesterchen“ von den Gebrüdern Grimm und 1951 mit den Indianerbüchern der Reihe „Die Söhne der großen Bärin“ von Liselotte Welskopf-Henrich.
1950 wurde Groszer Vorstandsmitglied und Leiterin des Ostteils der Berliner Buchhändler- und Verlegervereinigung und Mitglied im Verlegerausschuss des Börsenvereins der deutschen Buchhändler zu Leipzig. 1979 verkaufte sie den Verlag an den Staat und ging 1981 in Rente.
Nach der deutschen Wiedervereinigung stieg Groszer erneut ins Berufsleben ein, versuchte vergeblich, den Altberliner Verlag zurückzukaufen und gründete den Lucie Groszer Verlag in Berlin-Friedrichshagen, der Brandenburger Regionalliteratur verlegte, so insbesondere dann auch weiterführend über ihren Tod hinaus in der Lucie Groszer Edition ihrer Schwiegertochter, Marika Großer (Verlag).
Ihr Grab befindet sich auf dem Evangelischen Friedhof Friedrichshagen.